# Gert Claessens
Gert Claessens (ur. 21 lutego 1972 w Tongeren) - były belgijski piłkarz. Występował na pozycji obrońcy.

## Kariera klubowa
Claessens profesjonalną karierę rozpoczynał w 1990 roku, w RFC Liège. Rzadko grał tam w pierwszym zespole, przez dwa sezony zaliczając dziewięć spotkań w wyjściowej jedenastce. W 1992 roku przeniósł się do Racingu Genk. Nie miał tam problemów z wywalczeniem sobie miejsca w pierwszym składzie. W debiutanckim sezonie jego ekipa zajęła piętnaste miejsce w lidze, ale w kolejnym z ostatniej pozycji spadła do drugiej ligi. Wtedy Claessens odszedł do Club Brugge. Początkowo nie zdołał przebić się do wyjściowej jedenastki, w pierwszym sezonie wchodząc na boisko zaledwie sześciokrotnie. W późniejszych latach regularnie występował w podstawowym składzie. Łącznie spędził tam pięć sezonów, w ciągu których zdobył: dwa mistrzostwa Belgii, dwa Pucharu Belgii oraz Superpuchar Belgii. W 1999 przeszedł do hiszpańskiego Realu Oviedo. Debiutancki sezon nie był dla niego najlepszy, gdyż w Primera Division zagrał tylko osiem razy. Dlatego też rok po przyjściu został sprzedany do holenderskiego SBV Vitesse. Był tam podstawowym zawodnikiem pierwszego składu. Z tą drużyną grał, także w europejskich pucharach. W 2004 roku zdecydował się na powrót do byłego klubu - Racingu Genk. Tym razem w lidze wiodło mu się o wiele lepiej, gdyż na koniec sezonu ta drużyna plasowała się w czołówce ekstraklasy i zajęte pozycje uprawniały ją do gry w Pucharze UEFA. Po dwóch latach spędzonych w Genku, Claessens odszedł do drugoligowego Lierse SK, w którym zakończył karierę.
| Sezon   | Klub        | Kraj      | Rozgrywki        | Mecze | Bramki |
| ------- | ----------- | --------- | ---------------- | ----- | ------ |
| 1990/91 | RFC Liège   | Belgia    | Eerste Klasse    | 6     | 0      |
| 1991/92 | RFC Liège   | Belgia    | Eerste Klasse    | 3     | 0      |
| 1992/93 | Racing Genk | Belgia    | Eerste Klasse    | 32    | 4      |
| 1993/94 | Racing Genk | Belgia    | Eerste Klasse    | 27    | 8      |
| 1994/95 | Club Brugge | Belgia    | Eerste Klasse    | 6     | 2      |
| 1995/96 | Club Brugge | Belgia    | Eerste Klasse    | 26    | 6      |
| 1996/97 | Club Brugge | Belgia    | Eerste Klasse    | 23    | 8      |
| 1997/98 | Club Brugge | Belgia    | Eerste Klasse    | 32    | 13     |
| 1998/99 | Club Brugge | Belgia    | Eerste Klasse    | 22    | 10     |
| 1999/00 | Real Oviedo | Hiszpania | Primera Division | 8     | 0      |
| 2000/01 | Real Oviedo | Hiszpania | Primera Division | 0     | 0      |
| 2000/01 | SBV Vitesse | Holandia  | Eredivisie       | 12    | 5      |
| 2001/02 | SBV Vitesse | Holandia  | Eredivisie       | 22    | 4      |
| 2002/03 | SBV Vitesse | Holandia  | Eredivisie       | 29    | 3      |
| 2003/04 | SBV Vitesse | Holandia  | Eredivisie       | 12    | 3      |
| 2003/04 | Racing Genk | Belgia    | Eerste Klasse    | 6     | 1      |
| 2004/05 | Racing Genk | Belgia    | Eerste Klasse    | 28    | 2      |
| 2005/06 | Racing Genk | Belgia    | Eerste Klasse    | 8     | 0      |
| 2006/07 | Racing Genk | Belgia    | Eerste Klasse    | 1     | 0      |
| 2006/07 | Lierse SK   | Belgia    | Tweede klasse    | 4     | 0      |

## Kariera reprezentacyjna
Claessens rozegrał cztery spotkania i zdobył jedną bramkę w reprezentacji Belgii. Debiut w niej zaliczył 11 października 1997, w spotkaniu przeciwko Walii, wygranym przez Belgów 3-2.